# Luigi Arcozzi Masino
Luigi Arcozzi Masino (Fumane, 20 gennaio 1819 – Torino, 4 marzo 1899) è stato un agronomo e patriota italiano.

## Biografia
Luigi Arcozzi proveniva da un'antica e austera famiglia della Valpolicella, figlio del magistrato Paolo Arcozzi e di donna Angiola Farinati degli Uberti, fu scrittore, importante agronomo e patriota. 
Dottore in legge all'Università di Padova nel 1843, prese parte alle campagne per l'indipendenza a Vicenza e a Verona insieme all'amico di famiglia Daniele Manin. Per sfuggire alle rappresaglie del regime Austriaco dovette abbandonare il Veneto e dopo varie peregrinazioni riuscì a rifugiarsi in Piemonte grazie all'aiuto di Ottavia Masino Giglio di Mombello, moglie del Conte Luigi sindaco e rettore della città di Chieri.
Rifugiatosi a Torino, aiutato e protetto dall'influente famiglia Masino, si dedicò allo studio ed in particolare all'agronomia, scienza che aveva cominciato ad apprezzare durante l'Università a Padova e che aveva messo in pratica nei possedimenti di famiglia nel veronese.
Nel 1850 la famiglia Masino, rimasta senza eredi, decise di procedere all'adozione per evitare l'estinzione della famiglia a patto che Luigi Arcozzi modificasse il proprio cognome in Arcozzi Masino.
Fu vicepresidente della Reale Accademia di Agricoltura, assessore alla polizia urbana del comune di Torino, presidente del comizio agrario di Torino. 
Nel 1858 fondò e diresse l'importante giornale “L'economia rurale” diretta espressione della Regia Accademia di Agricoltura e punto di riferimento nell'ambito dell'agronomia nazionale.  
Musicista distinto, presiedette nel 1872 il Conservatorio di Torino. 
| Controllo di autorità | VIAF (EN) 233249313 · ISNI (EN) 0000 0004 1978 8029 · SBN SBLV042470 |